# 美心香港地
美心香港地（Maxim's Hong Kong Day）是香港一個連鎖茶餐廳品牌，屬M.a.x. concepts旗下。

## 分店
香港

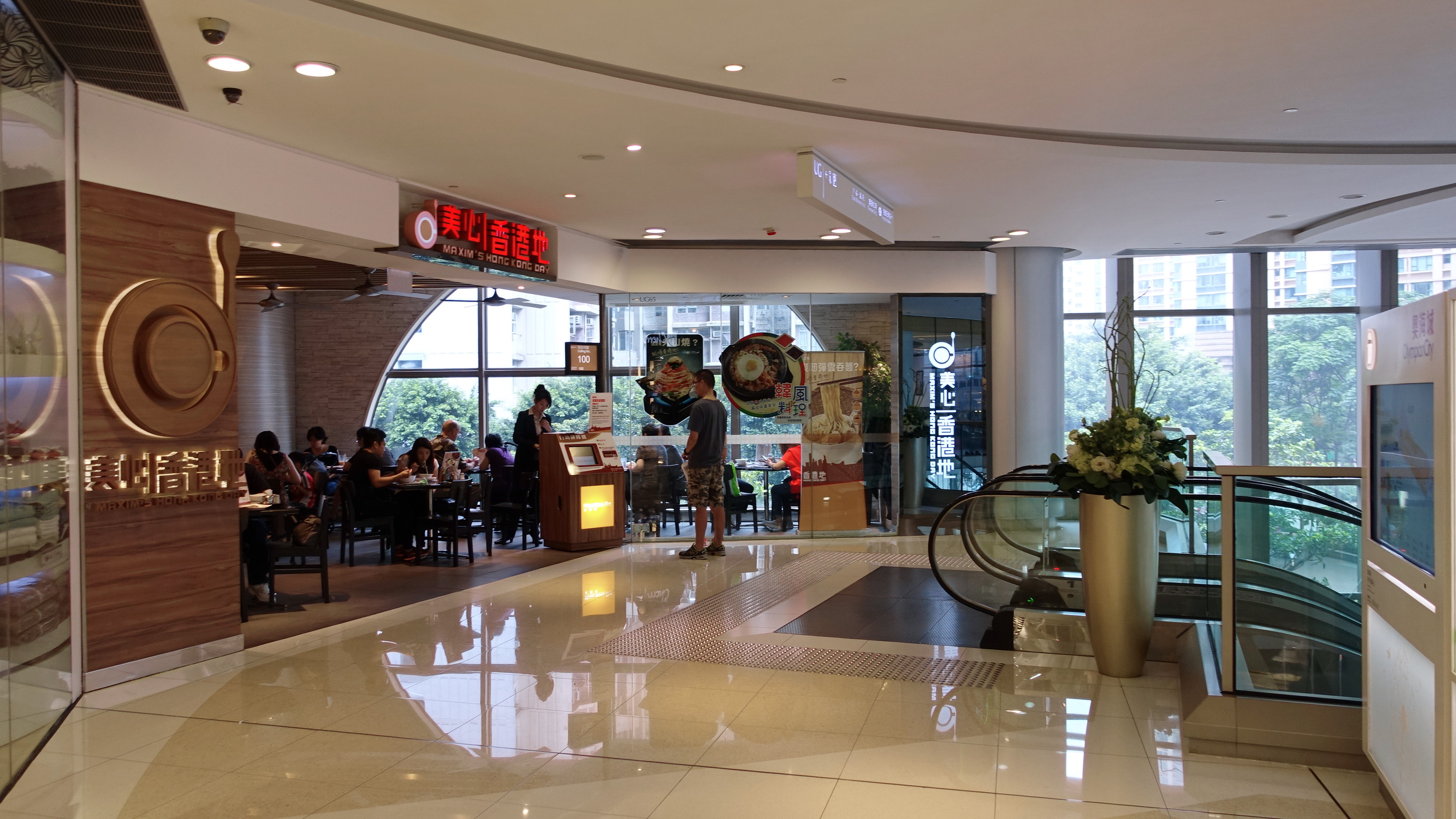
奧海城第三期的香港地HongKong Day

- 中環 山頂 凌霄閣P1樓P102號舖 - 2008年7月開業，取代原eating plus。（已結業）
- 金鐘 中信大廈 - 2012年2月開業。（已結業）
- 金鐘 遠東金融中心UG層A6-2號舖- 2018年7月開業。（香港地 Hong Kong Day）
- 上環 大新行 - 2012年6月開業，取代原美心MX（已結業）
- 鴨脷洲 海怡廣場 - 2010年5月開業。（已結業）
- 小西灣 小西灣廣場 - 2010年10月開業。（已結業）
- 灣仔 集成中心地下8-10號舖（已結業）

九龍
- 大角咀 奧海城第三期地下高層59-65號舖 - 2011年4月開業。（已結業）
- 尖沙咀 海運大廈 - 2012年7月開業。（已結業）
- 荔枝角 美孚新邨地下N10-12號舖（已改名為香港地HongKong Day）
- 土瓜灣 馬頭涌道 42-46號地下（已改名為香港地HongKong Day）（已結業）

新界
- 將軍澳 PopCorn - 2016年5月開業。（已結業）
- 將軍澳 新都城中心1期地下G27號舖 (已結業，現今為百份百餐廳[2]）
- 元朗 元朗廣場 - 2011年6月開業，取代原美心MX。（已於2017年2月11日結業）
- 元朗 元朗區體育會地下 - 2017年10月開業，取代原葡點茶餐廳
- 上水 上水廣場5樓502室 - 2010年12月開業。（已結業）
- 天水圍 置富嘉湖一期地下G57A-G57D號 - 2012年5月開業。（已結業）
- 天水圍 天瑞商場地下G15號舖 - 2012年9月開業。（已結業）
- 馬鞍山 新港城中心2樓2245號舖
- 荃灣 千色匯1期2樓2032號舖（已結業）
- 東涌 東堤灣畔3座地下25號舖[3]

## 外部連結
- 美心香港地．茶餐廳升級囉 （页面存档备份，存于）
- 美心香港地 openrice